# Bílsko, Strakonice
Bílsko là một làng thuộc huyện Strakonice, vùng Jihočeský, Cộng hòa Séc.